# Tinodes provo
Tinodes provo är en nattsländeart som beskrevs av Ross och Merkley 1950. Tinodes provo ingår i släktet Tinodes och familjen tunnelnattsländor. Inga underarter finns listade i Catalogue of Life.